# محوطه کلارخاج
محوطه کلارخاج مربوط به عصر آهن - دوره اشکانیان است و در شهرستان زنجان، بخش مرکزی، دهستان بوغداکندی، ۳ کیلومتری غرب روستای تلخاب واقع شده و این اثر در تاریخ ۱۸ اسفند ۱۳۸۷ با شمارهٔ ثبت ۲۵۳۱۴ به‌عنوان یکی از آثار ملی ایران به ثبت رسیده‌است.